# Silueta (Marvel Comics)
Silueta (Silueta Chord) es un personaje ficticio, una superheroína que aparece en los cómics estadounidenses publicados por Marvel Comics. Apareció por primera vez en New Warriors #2 (agosto de 1990) y fue creada por Fabian Nicieza y Mark Bagley.
Silueta y su hermano Aaron Chord (Fuego de Medianoche) son mutantes con poderes mágicos obtenidos del linaje de su madre, miembro de un culto en un templo en el sudeste asiático que se casó con un soldado  afroamericano de la Guerra de Vietnam. Ella manipula la Fuerza oscura y tiene el poder de teletransportarse, esconderse en las sombras y más. Ella también es parapléjica, ya que quedó paralizada de cintura para abajo por una herida de bala que sufrió mientras rastreaba bandas de narcotraficantes al principio de su carrera.

## Biografía ficticia

### Origen
En 1966, durante la Guerra de Vietnam, una patrulla de reconocimiento estadounidense en Camboya se topó con un antiguo templo oculto de un culto conocido como el Aliento del Dragón, que había permanecido oculto durante siglos. Había sido construido sobre un manantial de energía primaria y pura llamado el "Pozo de Todas las Cosas". Los habitantes decidieron criar una raza superior que algún día se uniría a las costumbres del oeste. Ellos creían que esta unión produciría niños capaces de aprovechar el poder del Pozo. Los miembros de la patrulla de reconocimiento serían los padres de estos niños; Uno de estos hombres era Andrew Chord, el hombre que se convertiría en el padre de Silueta.

### Fuego de Medianoche/Paralizado
Silueta y su hermano Aaron (Fuego de Medianoche) son los únicos hijos de Andrew Chord, el ex tutor de Dwayne Taylor (Night Thrasher) y su esposa Miyami (la única hija de Tai), y nacieron en la ciudad de Nueva York. Silueta y Fuego de Medianoche estaban operando como vigilantes independientes en las calles de Nueva York, cuando conocieron a Dwayne (antes de que se convirtiera en Night Thrasher), y los tres comenzaron un esfuerzo organizado para acabar con varias bandas criminales callejeras de la ciudad de Nueva York. Ella comenzó un romance con Night Thrasher durante este tiempo.
Esta asociación terminó cuando Silueta recibió un disparo de la policía y quedó paralizada de las piernas para abajo en una picadura que salió mal. Fuego de Medianoche culpó a Dwayne, convirtiéndose en un asesino de policías y narcotraficante para atraer a Dwayne a una confrontación física que no podría ganar, y Silueta finalmente se alejó de Fuego de Medianoche. Más tarde, Silueta parcialmente paralizada se reunió con Dwayne, distanciándose de las malas acciones de su hermano.
Años más tarde, Silueta luchó contra los Bengalíes y buscó ayuda de los Nuevos Guerreros. Al reunirse con Dwayne, ella le reveló su poder de "derretir sombras". Ella fue atacada por Punisher, pero hizo las paces con él. Con los Nuevos Guerreros, luchó contra la Reina Blanca y los Hellions. Silueta luego se une a los Nuevos Guerreros como aventurero a tiempo completo. El problema con la pérdida de ropa causada por sus poderes de sombra se resuelve mediante el uso ilegal de moléculas inestables para su disfraz. Ella chocó por primera vez con Psionex, y luego con los Nuevos Guerreros y Los 4 Fantásticos, luchó contra Terrax. Silueta ayudó a Night Thrasher a investigar la corrupción en la Fundación Taylor y fue testigo del intento de suicidio de Chord. Con los Nuevos Guerreros, ella fue capturada por Gideon, y luego luchó por primera vez contra Espectro. Reed Richards, el propietario de la patente de las moléculas inestables, le da su bendición personal para que ella las use porque comprende el trabajo heroico que realizan los Nuevos Guerreros.

### Círculo Plegable y la Cruzada del Infinito
Diego Casseas, uno de los otros miembros de la patrulla de reconocimiento, que ahora se hace llamar la Mano Izquierda, le robó el poder del Pozo a su propio hijo y luego reunió a los otros niños del pacto en un grupo llamado Círculo Plegable. El Círculo intentó arrebatarle el control del Pozo a Tai. Los miembros del Círculo, junto con los Nuevos Guerreros, lograron derrotar a Tai, pero el Pozo fue sellado, Casseas y Tai aparentemente fueron asesinados, y los miembros supervivientes del Círculo escaparon en un Quinjet de los Vengadores robado.
Los miembros restantes del Círculo Plegable se estrellaron más tarde en Madripoor e intentaron usurpar el papel de narcotraficantes locales. Lo lograron, pero luego fueron derrotados por Night Thrasher y Silueta.
Fue por esta época que Silueta se convirtió en la asistente/guardaespaldas con lavado de cerebro de la villana cósmica Diosa en la serie limitada Cruzada del Infinito. Ella salva la mayor parte del cosmos de las fantasías locas de poder de Pip el Troll, desafortunadamente justo a tiempo para que prevalezcan las fantasías homicidas de la Diosa. La Diosa acaba derrotada por otras fuerzas.

### Relaciones
Durante un tiempo, Silueta y Night Thrasher fueron amantes; de hecho, Dwayne había estado enamorado de ella durante mucho tiempo, pero su ira y su obsesión por su "misión" finalmente la alejaron. Más tarde, Silueta se conectó con Bandit, el medio hermano de Dwayne, y ambos abandonaron el equipo.
Silueta y Bandit se mudaron juntos a Chicago y, durante mucho tiempo, no se supo nada de ninguno de los dos hasta que Bandit apareció en Nueva Orleans, intentando estafar a Belladonna para que lo ayudara a destruir el Gremio de Ladrones. Es durante esta historia que Gambito revela el hecho de que Bandit y Silueta todavía están juntos y que él solo estaba manipulando a Belladonna. El Gremio fue destruido y Bandit abandonó Nueva Orleans y presumiblemente regresó a Chicago.

### Manantial Universal
Silueta es una mutante como su hermano Fuego de Medianoche, pero a diferencia de su abuela Tai, quien obtuvo poderes del Manantial Universal.

### Guerra Civil
Silueta es vista como miembro de los "Vengadores Secretos" del Capitán América, declarando su postura contra la Ley de Registro de Superhumanos. Silueta es parte del equipo de respaldo cuando Iron Man quiere encontrarse con el Capitán América en el campo del Yankee Stadium, por la noche cuando está vacío. Durante la reunión, todas las luces del estadio se encienden a la vez. Mientras Ultra Girl, Spider-Man y Luke Cage atacan a Iron Man, Silueta se lleva al Capitán América a través de las sombras.
Silueta ha sido identificada como uno de los 142 superhéroes registrados que se han registrado tras la Guerra Civil.
Más tarde se enfrenta al 'nuevo' Night Thrasher sobre su nueva configuración de los Nuevos Guerreros y descubre que en realidad es Bandit.

## Poderes y habilidades
Gracias a su herencia genética desarrollada a través de muchas generaciones de reproducción selectiva, Silueta tiene la capacidad de teletransportarse a distancias cortas en la Tierra viajando a través de la Dimensión Fuerza oscura. Puede "fundirse" en cualquier sombra o área de oscuridad, entrando así en la dimensión de la Fuerza Oscura y luego resurgir en la Tierra a través de otra sombra o área de oscuridad.
Silueta originalmente tenía el poder de fusionar sombras, volviéndose casi invisible mientras estaba al amparo de la oscuridad, así como la capacidad de teletransportarse a través de un salto de dimensión, utilizando cualquier sombra disponible como portal. También podía abrir pequeños portales en cualquier lugar donde existieran sombras y usarlos para atacar enemigos distantes extendiendo sus muletas a través de ellos.
Después de una perturbación en la Fuerza Oscura que afectó a todos los que la usaban, descubrió que sus poderes habían aumentado hasta el punto de que ahora podía teletransportar a otros. Ella ha demostrado esta habilidad teletransportando pequeños grupos de personas junto con ella misma, aunque es doloroso y la deja exhausta. Ahora también puede convertirse en "oscuridad viviente" y causar un dolor extremo al atravesar los cuerpos de sus enemigos.
Al igual que su hermano Fuego de Medianoche, Silueta también tiene mayor velocidad, fuerza, agilidad y percepción sensorial. Es una excelente combatiente cuerpo a cuerpo y una hábil artista marcial, además de maestra de un arte marcial no especificado.
Más adelante en New Warriors (Vol 4), ahora tiene la capacidad de manipular las energías de la fuerza oscura para crear zarcillos de la misma manera que Asylum, otro usuario de la Fuerza Oscura.

### Equipo
Después de que quedó discapacitada debido a las heridas infligidas por disparos, Night Thrasher diseñó y construyó un par especial de muletas y aparatos ortopédicos aptos para el combate para ella. Night Thrasher diseñó las muletas para incluir tanto una pistola Taser eléctrica oculta que puede emitir cargas eléctricas para aturdir a un adversario como un delgado inyector de aguja anestésica que administra sustancias químicas paralizantes. Las muletas también están equipadas con "gas de humo" y perdigones metálicos.
Un diseño posterior tenía tirantes retráctiles en guanteletes de metal abiertos especialmente diseñados.
Lleva un disfraz hecho de moléculas inestables, porque inicialmente sólo podía teletransportarse a sí misma y a cualquier materia inanimada compuesta de moléculas inestables; por lo tanto, su ropa se caía cada vez que fusionaba sombras.